# Бразаускас, Эдуардас Стасио
Эдуа́рдас Ста́сио Браза́ускас (лит. Eduardas Brazauskas; 13 мая 1922, Расейняй — 26 июня 1996, Вильнюс) ― литовский валторнист, дирижёр и музыкальный педагог, артист оркестра Каунасского музыкального театра, главный дирижёр сводного духового оркестра  республиканских праздников песни, профессор Вильнюсской консерватории, преподаватель и директор Каунасского музыкального училища, Заслуженный артист Литовской ССР (1976).